# 竹峪镇 (万源市)
竹峪镇，是中华人民共和国四川省达州市万源市下辖的一个乡镇级行政单位。2020年6月，撤销虹桥乡、康乐乡和溪口乡，将原虹桥乡、原康乐乡和原溪口乡所属行政区域划归竹峪镇管辖。

## 行政区划
竹峪镇下辖以下地区：
竹峪社区、营盘梁村、包台村、大柏树村、东梨村、刘家河村、团包寨村、檀木寨村、麻潭坝村、蕨村坝村和刘家坪村。